# 六氰合铁(III)酸银
六氰合铁(III)酸银是一种无机化合物，化学式为Ag3[Fe(CN)6]。它可由电化学法或复分解法制备。这种橙色晶体具有热胀冷缩性质。晶体的晶胞参数为a=7.008, c=7.225 A, V=307.3 A3，空间群P31m。